# Directeur d'établissements sanitaires, sociaux et médico-sociaux
Le corps des directeurs d'établissements sanitaires, sociaux et médico-sociaux (D3S ou parfois DESSMS) constitue un corps de catégorie A+, autrement dit un corps d'encadrement supérieur et dirigeant, appartenant à la haute fonction publique. Il constitue avec le corps des directeurs d'hôpital (DH), les deux corps de hauts fonctionnaires de la fonction publique hospitalière.
Sans être reconnu comme étant un corps de la haute fonction publique, le corps des directeurs des soins (DS) est également associé aux deux autres corps (D3S et DH) en tant que corps de direction de la fonction publique hospitalière. Ils relèvent tous de la gestion du Centre national de gestion, qui gère la carrière de l'ensemble des directeurs statutaire de la fonction publique hospitalière.
Les D3S ont principalement vocation à diriger des établissements sanitaires, sociaux et médico-sociaux. D'après le Centre national de gestion, le corps de D3S comprenait 1 591 agents au 1er janvier 2023.

## Statut

### Histoire et organisation du corps
La création du corps des directeurs d'établissements sanitaires, sociaux et médico-sociaux (D3S) date de 2007. Elle résulte de la fusion de deux corps préexistants (DESS et DESMS) qui a décloisonné ces secteurs marqués par le dualisme de la loi de 1975 et établi de nouvelles grilles indiciaires et de nouvelles modalités de recrutement qui prennent leur forme définitive en 2011.
Désormais, la grille indiciaire possède un échelon sommital en hors échelle A plus un échelon fonctionnel en hors échelle B.
Dans l’attente de la transposition de la réforme de la haute fonction publique au corps de D3S, prévue en fin d’année 2024, celui-ci est actuellement constitué de deux grades :
- Un grade de classe normale, qui comprend neuf échelons ;
- Un grade de hors classe, qui comprend sept échelons et un échelon fonctionnel donnant accès à la hors échelle B.

### Recrutement et formation
Les D3S sont recrutés par concours organisés au niveau national par le Centre national de gestion et ouverts par un arrêté du ministre chargé de la santé. En tant que corps de la catégorie A+, ils peuvent également être recrutés par le biais du tour extérieur (dispositif ouvert aux fonctionnaires de catégorie A vérifiant certaines conditions d’ancienneté) ou par la voie du détachement ou de l'intégration directe pour tous les corps reconnus comme comparables par le Centre national de gestion.
Le concours se déroule selon trois voies d’accès :
- Externe (pour les personnes titulaires de l'un des diplômes exigés pour l'admission au concours externe d'entrée à l'Institut national du service public - niveau II) ;
- Interne (pour les agents publics remplissant certaines conditions d’ancienneté) ;
- Troisième concours (pour les salariés du secteur privé ayant une expérience professionnelle de 8 ans).

Le décret no 2014-1706 du 30 décembre 2014 a modifié le décret no 2007-1930 du 26 décembre 2007 portant statut particulier du corps des directeurs d'établissements sanitaires, sociaux et médico-sociaux de la fonction publique hospitalière et a notamment créé le troisième concours, à l’instar du concours de l’ENA, devenu depuis INSP.
La répartition des places aux concours est déterminée par le décret statutaire de 2007 : le nombre de postes offerts au concours externe est au plus égal à 60 % du nombre total des postes offerts aux trois concours, 5 à 10 % des places offertes sont proposées au troisième concours, le différentiel étant offert au concours interne.
A compter de la session 2021, un concours externe Talents a été mis en place pour les candidats externes ayant suivi une préparation “Prépas talents”. Visant à faciliter l'accès des jeunes de condition modeste à la haute fonction publique, cette nouvelle voie d’accès est ouverte tant pour le concours de D3S, que de ceux de l’INSP, d’administrateur territorial, de directeur d’hôpital, de directeur des services pénitentiaires et de commissaire de police.
113 postes ont été ouverts en 2023, dont 53 au concours externe, 8 au concours externe spécial (Talents), 61 au concours interne et 10 au troisième concours.
Préalablement à leur entrée en formation, les candidats admis souscrivent un engagement de servir de dix ans à compter du début de la formation.
Les candidats admis au concours de D3S doivent suivre un cycle rémunéré de formations théorique et pratique d’une durée de vingt-quatre mois, organisé par l’École des hautes études en santé publique (EHESP).
La formation comprend également le tronc commun aux écoles du service public, mis en place en 2022 et assuré par l’INSP dans le cadre de la réforme de l’encadrement supérieur de la fonction publique pour développer une culture commune des hauts fonctionnaires.
Les élèves qui ont satisfait aux épreuves de validation de fin de formation, choisissent une affectation sur la liste des postes arrêtés par le Centre national de gestion et sont titularisés dès leur prise de poste.

## Missions

### Métier
Les directeurs d’établissements sanitaires, sociaux et médico-sociaux exercent soit les fonctions de chef d'établissement dans les établissements publics de santé n'ayant pas de services de chirurgie et d'obstétrique ou de moins de 250 lits, dans les EHPAD publics autonomes ou les établissements publics sociaux — comme les foyers départementaux de l'aide sociale à l’enfance ou les établissements accueillant des enfants ou adultes en situation de handicap — soit les fonctions de directeur adjoint dans l'ensemble des centres hospitaliers ou centres hospitaliers universitaires, EHPAD publics autonomes ou établissements publics médico-sociaux. Ils peuvent donc exercer sans distinction dans les établissements suivants :
- Centre hospitalier universitaire (CHU) ;
- Centre hospitalier (CH) ;
- Etablissement d'hébergement pour personnes âgées dépendantes (EHPAD) ;
- Institut thérapeutique, éducatif et pédagogique (ITEP) ;
- Institut médico-éducatif (IME) ;
- Foyers de l'enfance, Institut départemental de l'enfance et de la famille (IDEF), Centre départemental de l'enfance et de la famille (CDEF);
- Maison d'enfants à caractère social (MECS) ;
- Centre d'hébergement et de réinsertion sociale (CHRS) et centre d'hébergement d'urgence (CHU) ;
- Maison d'accueil spécialisée (MAS) ;
- Foyer d'accueil médicalisé (FAM) ;
- Etablissement et service d'accompagnement par le travail (ESAT)
- Structures de coopération inter-hospitalières,
- etc.

Depuis la loi relative à la différenciation, la décentralisation, la déconcentration et portant diverses mesures de simplification de l'action publique locale, dite loi 3DS, les emplois de chefs d’établissements de l’aide sociale à l’enfance relèvent de la fonction publique territoriale. Les D3S en poste ont donc été détachés auprès des conseils départementaux, la plupart du temps dans le corps d’administrateur territorial puisqu’il est le seul corps comparable à celui de D3S de la fonction publique territoriale

#### Fonctions
Lorsqu’il  est chef d’un établissement doté de la personnalité morale, le D3S est son représentant légal. Il met en œuvre le projet d’établissement et coordonne l’exécution des délibérations du conseil d’administration ou du conseil de surveillance dans les hôpitaux de proximité. Il a la responsabilité des actions éducatives et sociales conduites par l’établissement. Il est ordonnateur des dépenses et procède à la nomination du personnel.
Lorsque l’établissement n’est pas doté de la personnalité morale (il s’agit essentiellement des foyers de l’aide sociale à l’enfance et des centres d’hébergements et de réinsertion sociale), le directeur exerce ses fonctions par délégation de l’autorité compétente de la personne publique de rattachement.
Les D3S sont chargés de la conduite générale de leur établissement dans les domaines sanitaire, social et médico-social, de l’animation et de la coordination des actions, du management et de la gestion des ressources humaines de leur établissement, et de l’évaluation des politiques et des actions conduites dans le cadre du projet d’établissement. Ils sont responsables de la bonne marche de leur établissement et en assurent la gestion administrative et financière.
En tant que directeur adjoint, le D3S appartient à l'équipe de direction et se voit confier la responsabilité de services comme les ressources humaines, les affaires financières, les services économiques et logistiques, les travaux et la maintenance, les systèmes d’information, la communication ou encore la qualité.
Les D3S peuvent se voir confier missions et études par le directeur général du Centre national de gestion, par le préfet ou par le directeur de l’agence régionale de santé.

## Carrière

### Déroulement de carrière
À l'issue de leur formation à l'EHESP, les élèves directeurs sont amenés à occuper tant des postes de directeur adjoint que de chef d’établissement. Les D3S sont l’un des rares corps de la haute fonction publique à donner accès, dès la sortie de l’école, à des postes de chef d’établissement public.
La mobilité au sein de la haute fonction publique est une perspective d’évolution de carrière pour les D3S. En effet, le détachement dans le corps de directeur d'hôpital a été explicitement reconnu par la direction générale de l'offre de soins, reconnaissant entre autres un même niveau de responsabilité au sens de la loi n° 2009-972 du 3 août 2009 sur la mobilité des fonctionnaires.
Ainsi, lors d'une audition parlementaire, la Directrice générale du Centre national de Gestion (CNG) a clairement énoncé le détachement et l'intégration des D3S dans les corps d'administrateur y compris administrateur civil[5]. Ainsi, depuis la loi de 2009, le corps de D3S est un corps reconnu comme étant comparable à ceux, entre autres, d’administrateur de l’Etat (sous-préfet, inspections générales interministérielles, chef de bureau et sous-directeur d’administration centrale…) d’administrateur territorial, de directeur d’hôpital mais aussi de conseiller de tribunal administratif et de cour administrative d'appel (magistrat administratif), de conseiller de chambre régionale des comptes, de commissaire de police, de directeur des services pénitentiaires ou encore de magistrat judiciaire. La comparabilité des D3S avec ces corps leur permet d’y être détachés mais aussi intégrés [2],[3].
Le détachement vers le corps de DH est le plus fréquent. Plus de 140 D3S sont en effet actuellement détachés sur des postes de DH et près de 40 D3S sont intégrés chaque année dans le corps de DH. De 2012 à 2021, ce sont donc près de 400 D3S qui ont été intégrés dans le corps de DH. De même, plusieurs DH sont détachés dans le corps D3S, en dépit d'une rémunération moindre.

#### Rémunération et avantages
En contrepartie de leur participation aux astreintes administratives garantissant la continuité du service public hospitalier, les D3S sont logés par l'établissement qui les emploie ou bénéficient d’une indemnité compensatrice. La rémunération comprend le traitement indiciaire de droit commun et un régime indemnitaire. Les directeurs perçoivent ainsi la prime de fonctions et de résultats (PFR). Dans les centres hospitaliers et les EHPAD, Ils perçoivent par ailleurs le complément de traitement indiciaire instauré à la suite du Ségur de la santé.

## Textes de référence
- Code général de la fonction publique
- Décret n° 97-487 du 12 mai 1997 fixant les dispositions communes applicables aux agents stagiaires de la fonction publique hospitalière
- Décret n° 2007-196 du 13 février 2007 relatif aux équivalence de diplôme requise pour se présenter aux concours d’accès aux corps et cadre d’emplois de la fonction publique
- Décret n° 2007-1930 du 26 décembre 2007 portant statut particulier du corps des directeurs d’établissements sanitaires, sociaux et médico-sociaux de la fonction publique hospitalière.

Texte sur Légifrance.
- Décret n° 2007-1938 du 26 décembre 2007 relatif au régime indemnitaire du corps des directeurs d’établissements sanitaires, sociaux et médico-sociaux de la fonction publique hospitalière.
- Arrêté du 26 décembre 2007 portant application du décret n° 2007-1938 du 26 décembre 2007 relatif au régime indemnitaire du corps des directeurs d’établissements sanitaires, sociaux et médico-sociaux de la fonction publique hospitalière.
- Arrêté du 26 décembre 2007 relatif au programme et aux modalités des concours d’admission au cycle de formation des élèves directeurs des établissements sanitaires, sociaux et médico-sociaux de la fonction publique hospitalière.
- Décret n° 2010-262 du 11 mars 2010 modifiant le décret n° 2007-1930 du 26 décembre 2007 portant statut particulier du corps des directeurs d'établissements sanitaires, sociaux et médico-sociaux de la fonction publique hospitalière